# James Welling
James Welling (* 1951 in Hartford, Connecticut) ist ein US-amerikanischer Fotograf.

## Leben und Werk
Von 1969 bis 1971 studierte Welling an der Carnegie Mellon University in Pittsburgh bei Gandy Brodie, John Stevenson, Connie Fox und Robert Tharsing. Er wechselte zum California Institute of the Arts und setzte sein Studium bis zum Master (1971) bei Wolfgang Stoerchle und John Baldessari fort. Dort lernte er unter anderem Dan Graham, William Wegman und Joan Jonas kennen. Weitere enge Freunde bei Cal Arts waren Marcia Resnick, Suzanne Lacy, David Salle und Matt Mullican. Von 1995 bis 2016 war Welling der Leiter der Abteilung Fotografie an der University of California, Los Angeles und seit 2012 ist er Gastprofessor für Fotografie an der Princeton University.
Welling arbeitet mit verschiedenen fotografischen Materialien, mit Polaroids, Gelatin Silver Prints, Fotogrammen und Digitaldrucken.
Glass House (2009) ist eine bekannte Serie von Welling. Über einen Zeitraum von drei Jahren hinweg fotografiert er mit Farbfiltern das Glass House von Philip Johnson.
2014 erhielt Welling den Infinity Award vom International Center of Photography, New York und 2016 den Julius Shulman Institute Excellence Preis für Fotografie.

## Ausstellungen (Auswahl)

### Einzelausstellungen
- 1989: Troy Brauntuch, Matt Mullican, James Welling Kent  Fine Art, New York City, NY
- 1990: James Welling,photographs 1977–90, Kunsthalle Bern, Bern
- 1994: James Welling-Photographs From The 1990's Galerie Paul Andriesse, Amsterdam
- 1996: James Welling: Calais Lace Factories Camden Arts Centre, London
- 1998: James Welling-Light Sources Kunstmuseum Luzern, Luzern
- 1999: James Welling-New Abstractions Sprengel Museum Hannover, Hannover
- 2013: James Welling-Autograph Fotomuseum Winterthur, Winterthur

### Gruppenausstellungen
- 1992: documenta IX, Kassel
- 1995: Album: The photographic collection of Museum Boijmans-van Beuningen Rotterdam, Museum Boijmans Van Beuningen, Rotterdam
- 1997: Heaven-MoMA PS1, New York City
- 1998: Veronica's Revenge Deichtorhallen, Hamburg
- 1996: Prospect 96: Photography in Contemporary Art Frankfurter Kunstverein, Frankfurt/Main
- 2005: Recent Acquisitions - From the Grunwald Center Armand Hammer Museum of Art, Los Angeles
- 2006: The 1980s-a topology Museu de Arte Contemporânea, Porto
- 2008: Photography on Photography: Reflections on the Medium since 1960 Metropolitan Museum of Art, New York City
- 2008: Whitney Biennial, Whitney Museum of American Art, New York City
- 2009: The Pictures Generation, 1974–1984 The Metropolitan Museum of Art, New York City
- 2009: Sonic Youth etc.: sensational fix Kunsthalle Düsseldorf, Dusseldorf
- 2010: Manhattan, uso mixto. Fotografía y otras prácticas artísticas desde 1970 al presente Museo Reina Sofía, Madrid
- 2010: Outside the Box . Edition Jacob Samuel, 1988-2010, UCLA Hammer Museum, Los Angeles
- 2011: Signs of a Struggle: Photography in the Wake of Postmodernism Victoria and Albert Museum, London
- 2012: Zauberspiegel: Die Sammlung nach 1945 Kunsthalle Bremen, Bremen
- 2012: Fotografie Total-Werke Aus Der Sammlung Des Mmk Museum für Moderne Kunst, Frankfurt am Main
- 2013: Abstract Generation: Now in Print, Museum of Modern Art, New York City
- 2014: Convergences: Selected Photographs from the Permanent Collection, Getty Center, Los Angeles
- 2015: Collected by Thea Westreich Wagner and Ethan Wagner, Whitney Museum of American Art, New York City
- 2015: Qu´est-ce que la photographie?, Centre Georges-Pompidou, Paris
- 2016: Wolfsburg Unlimited-Eine Stadt als Weltlabor Kunstmuseum Wolfsburg, Wolfsburg
- 2022/23: Dark Matter. Thomas Ruff, James Welling, Kunsthalle Bielefeld

## Werke
- James Welling: Flowers, von Denise Bratton, Lynne Tillman, James Welling, David Zwirner (Juni 2007) ISBN 978-0-97691-3-689
- Light Sources 1992-2005 von James Welling (englisch), Steidl; Auflage: 1 (1. Oktober 2009) ISBN 978-3-86521-8-599
- James Welling: Glass House (englisch) Damiani (Visual Books); Auflage: 1. (30. April 2011) ISBN 978-8-86208-1-610
- James Welling: The Mind on Fire von Jan Tumlir, Jane McFadden, Anthony Spira (englisch, spanisch), Prestel; Auflage: Bilingual (20. Januar 2014) ISBN 978-3-79135-3-661
- James Welling: Monograph von James Welling, Eva Respini, Mark Godfrey, (englisch), Aperture; Auflage: 01 (4. März 2013) ISBN 978-1-59711-2-093